# Ірина Арпад
Ірина Арпад (бл. 1088 —13 серпня 1134) — візантійська імператриця.

## Життєпис
Походила з династії Арпадів. Донька Ласло I, короля Угорщини, та Аделаїди Рейнфельденської (доньки німецького короля Рудольфа). Народилася близько 1088 року в Естергомі, отримавши поганське ім'я Пірошка, тобто «Красна», «красива». У 1090 році втратила матір, а в 1095 році помер її батько. Угорський трон успадковував небіж померлого короля Коломан, який став опікуном осиротілої принцеси.
Прагнучи поліпшити відносини з Візантійською імперією, король Коломан видав Пірошку заміж за сина імператора Олексія I — Іоанна, який з 1092 року було співімператором і був спадкоємцем трону Візантії. Незважаючи на небажання принцеси, весілля відбулося в 1104 році. Угорська принцеса прийняла православ'я під ім'ям Ірина.
Оселившись в Константинополі, Ірина вела тихе й благочестиве життя, не втручаючись в політику навіть після того, як її чоловік в 1118 році став імператором. Імператриця віддавала багато часу вихованню своїх восьми дітей. Уславилася також своєю добродійністю і опікою угорських прочан, що прямували до Палестини. Разом із чоловіком заснувала в Константинополі храм і монастир Спаса Пантократора. Ірина перед смертю прийняла постриг під ім'ям Ксенія. Померла 13 серпня 1134 року, її було поховано в заснованому нею монастирі.

## Родина
Чоловік — Іоанн II Комнін, візантійський імператор
Діти:
- Олексій (1106—1142), співімператор
- Марія (1106—до 1151), дружина Іоанна Рожера Далассіна, цезаря
- Андронік (1108–1142)
- Анна (1110—д/н), дружина мегадукса Стефана Контостефана
- Ісаак (бл. 1115 — після 1154)
- Феодора (1116—д/н), дружина Мануїла Анемаса
- Мануїл (1118–1180), імператор Візантії
- Євдокія (1119—д/н), дружина Феодора Ватаца